# Victor François Marie Perrin de Bellune
Victor François Marie Perrin, duc de Bellune (24 octobre 1796 - 23 décembre 1853), est un homme politique français.

## Biographie
Il est nommé sénateur du Second Empire le 9 février 1853. D'après un commentateur le duc dut plutôt à son nom, semble-t-il, qu'à ses talents personnels d'être compris, le 9 février 1853, dans une promotion de sénateurs nommés par Napoléon III, après le rétablissement de l'Empire. Il siégea quelques mois et mourut la même année.

## Sources
- « Victor François Marie Perrin de Bellune », dans Adolphe Robert et Gaston Cougny, Dictionnaire des parlementaires français, Edgar Bourloton, 1889-1891 [détail de l’édition]

- Ressource relative à la vie publique :   - Sénat
- Notices d'autorité :   - VIAF
  - ISNI
  - BnF (données)
  - GND
  - Pologne
  - NUKAT